# Kőszegi Margit
Kőszegi Margit (Máramarossziget, 1902. március 11. – Marosvásárhely, 1988. február 2.) romániai magyar színésznő, énekesnő. Kőszegi Dusu és Kőszegi Mária színésznők testvére.

## Életrajza
Férje Borovszky Oszkár színész volt. Színpadon először mint operaénekesnő 1924-ben lépett fel beugrással, de ez időtől kezdve a húszas-harmincas évek egyik közkedvelt operettprimadonnája és népszínmű-énekesnője lett. 1930–1933 között Vigh Ernő társulatában játszott, 1933 és 1946 között a kolozsvári Thália, majd a Nemzeti Színház tagja volt. 1946-ban a marosvásárhelyi Székely Színházhoz szerződött és 1961-ig, nyugdíjba vonulásáig, illetve élete végéig itt maradt Vásárhelyen. 1957-ben kapta meg az érdemes művész címet.
Sokféle prózai szerepe között csupa gond idősebb nők csakúgy előfordultak, mint képmutatók, házsártosak, zsarnoki hajlamúak. Bármit játszott, sokszínűen megelevenített, teljes értékű jellemeket keltett életre.
1988. február 2-án 85 évesen Marosvásárhelyen hunyt el.

## Főbb szerepei
- Frasquita (Bizet: Carmen)
- Gilda (Verdi: Rigoletto)
- Adél, Rosalinda (ifjabb Johann Strauss: A denevér)
- Médi, Tschöllné (Schubert–Berté: Három a kislány)
- Régina (Tamási Áron: Énekes madár)
- Kamilla (Csiky Gergely: Ingyelélők)
- Vassza Zseleznova (Gorkij)

## Díjai
- A Román Népköztársaság érdemes művésze (1957)